# Gare de Boigneville
La gare de Boigneville est une gare ferroviaire française de la ligne de Villeneuve-Saint-Georges à Montargis, située sur le territoire de la commune de Boigneville, dans le département de l'Essonne en région Île-de-France.
Elle est mise en service en 1867 par la Compagnie des chemins de fer de Paris à Lyon et à la Méditerranée (PLM). C'est une halte voyageurs de la Société nationale des chemins de fer français (SNCF) desservie par les trains de la ligne D du RER. Elle se situe à une distance de 70,300 km de Paris-Gare-de-Lyon.

## Situation ferroviaire
Édifiée à 71 mètres d'altitude, la gare de Boigneville est située su point kilométrique (PK) 70,300 de la ligne de Villeneuve-Saint-Georges à Montargis, entre les gares de Buno - Gironville et de Malesherbes.

## Histoire

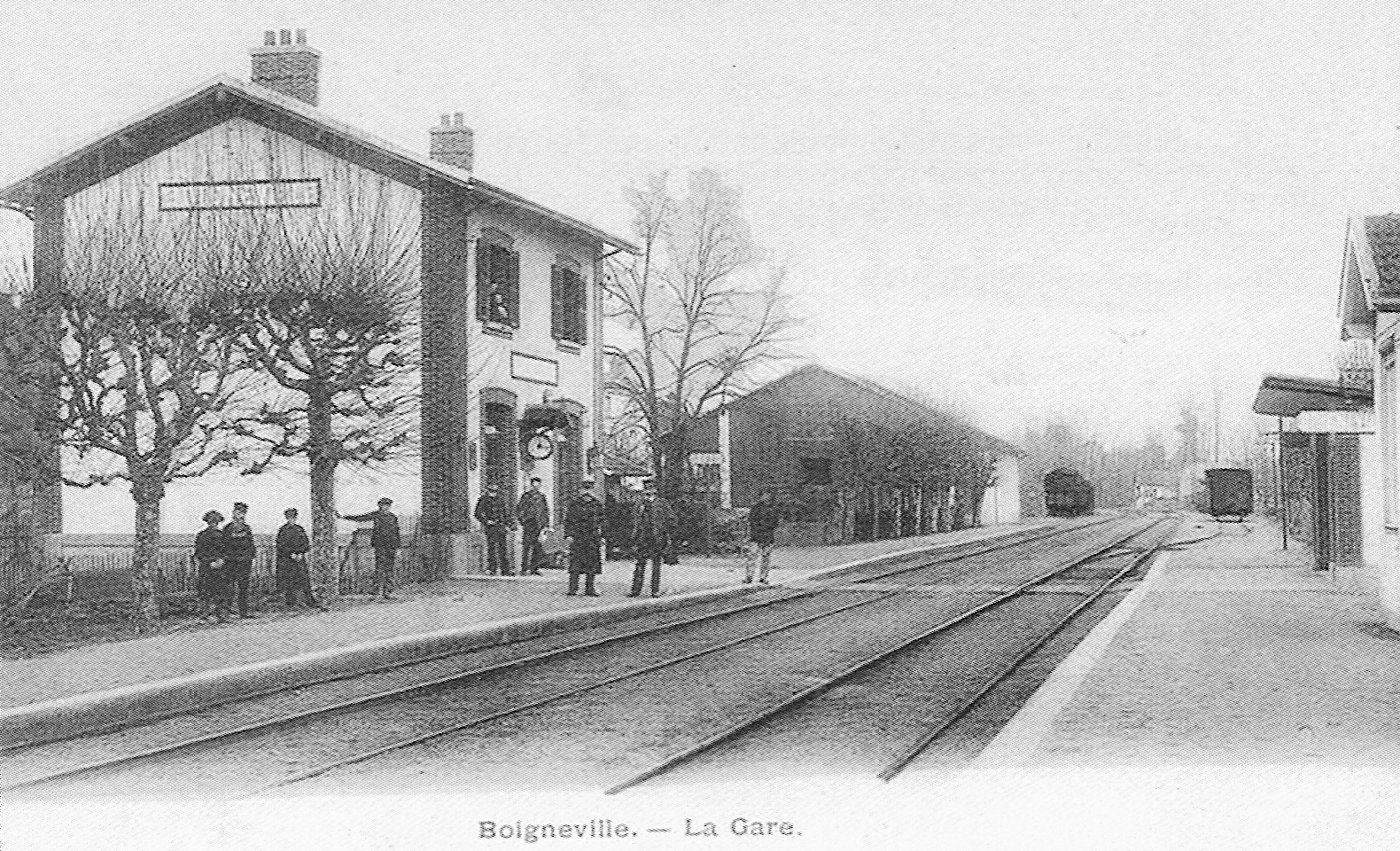
Vue de l'intérieur de la gare au début du XXe siècle.

La Compagnie des chemins de fer de Paris à Lyon et à la Méditerranée (PLM) met en service le tronçon de Maisse à Montargis le 5 mai 1867 sur lequel est située la gare de Boigneville.
En 2016, selon les estimations de la SNCF, la fréquentation annuelle de la gare est de 54 000 voyageurs.

## Service des voyageurs

### Accueil
Halte SNCF du réseau Transilien, elle offre un minimum de services avec, notamment, des panneaux d'informations et un abri sur chaque quai. Elle est équipée d'un automate pour la vente des titres de transport Transilien et du « système d'information sur les circulations en temps réel ».
La traversée des voies et le passage d'un quai à l'autre s'effectue par un passage piéton planchéié. Lorsqu'un train approche, des signaux rouges clignotants interdisent la traversée.

### Desserte
Boigneville est desservie par les trains de la ligne D du RER. Elle est située à environ un kilomètre au nord de la place de l'Église de Boigneville. Au-delà de cette gare et en direction de Malesherbes, la tarification des transports en commun d'Île-de-France n'est en théorie plus applicable.

### Intermodalité
Un parking pour les véhicules est disponible à côté de l'ancien bâtiment voyageurs. La gare est desservie par les lignes 4342 et 4343 du réseau de bus Essonne Sud Est.

## Galerie de photographies

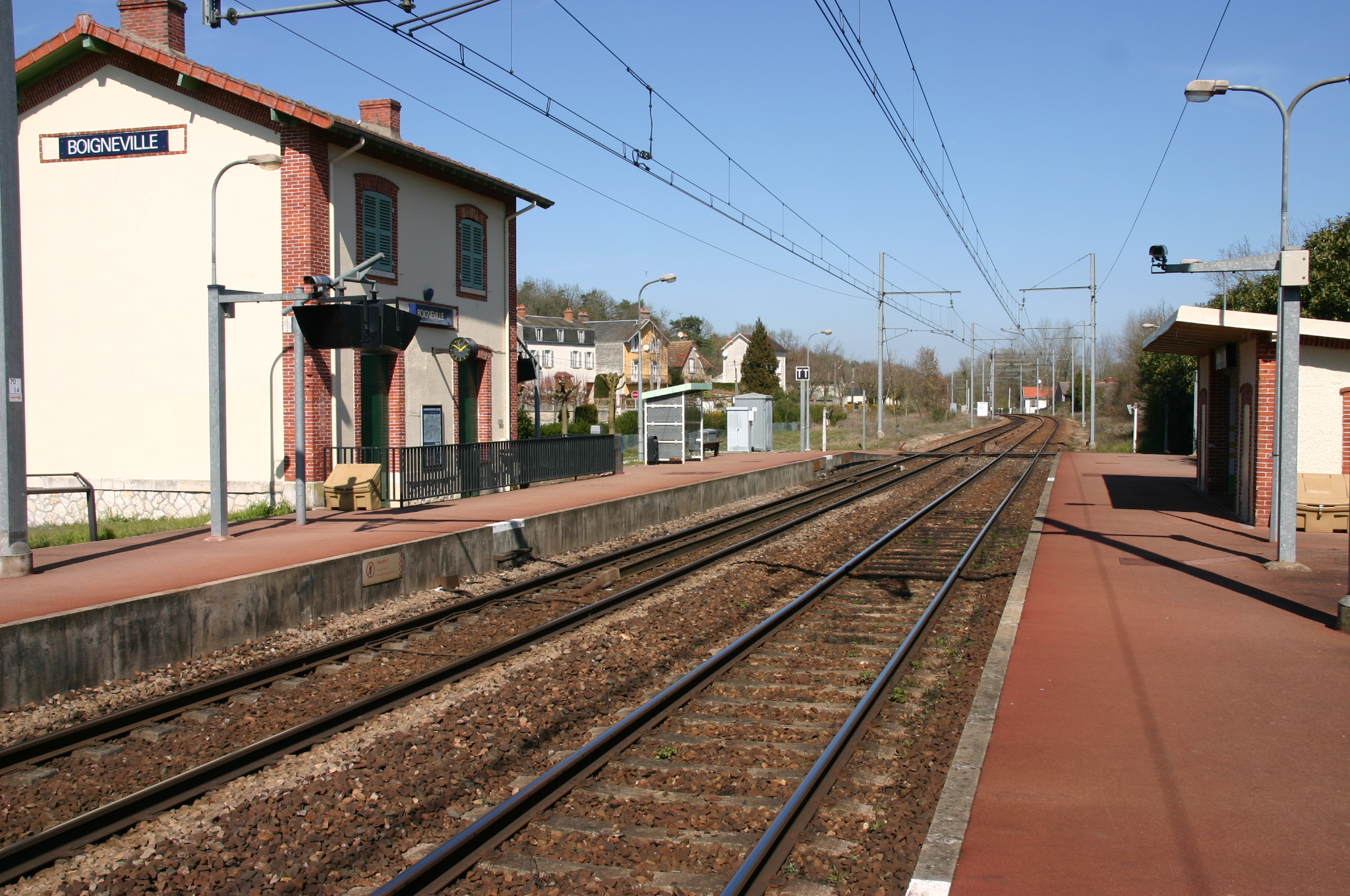
Quais, abris et ancien bâtiment voyageurs fermé.
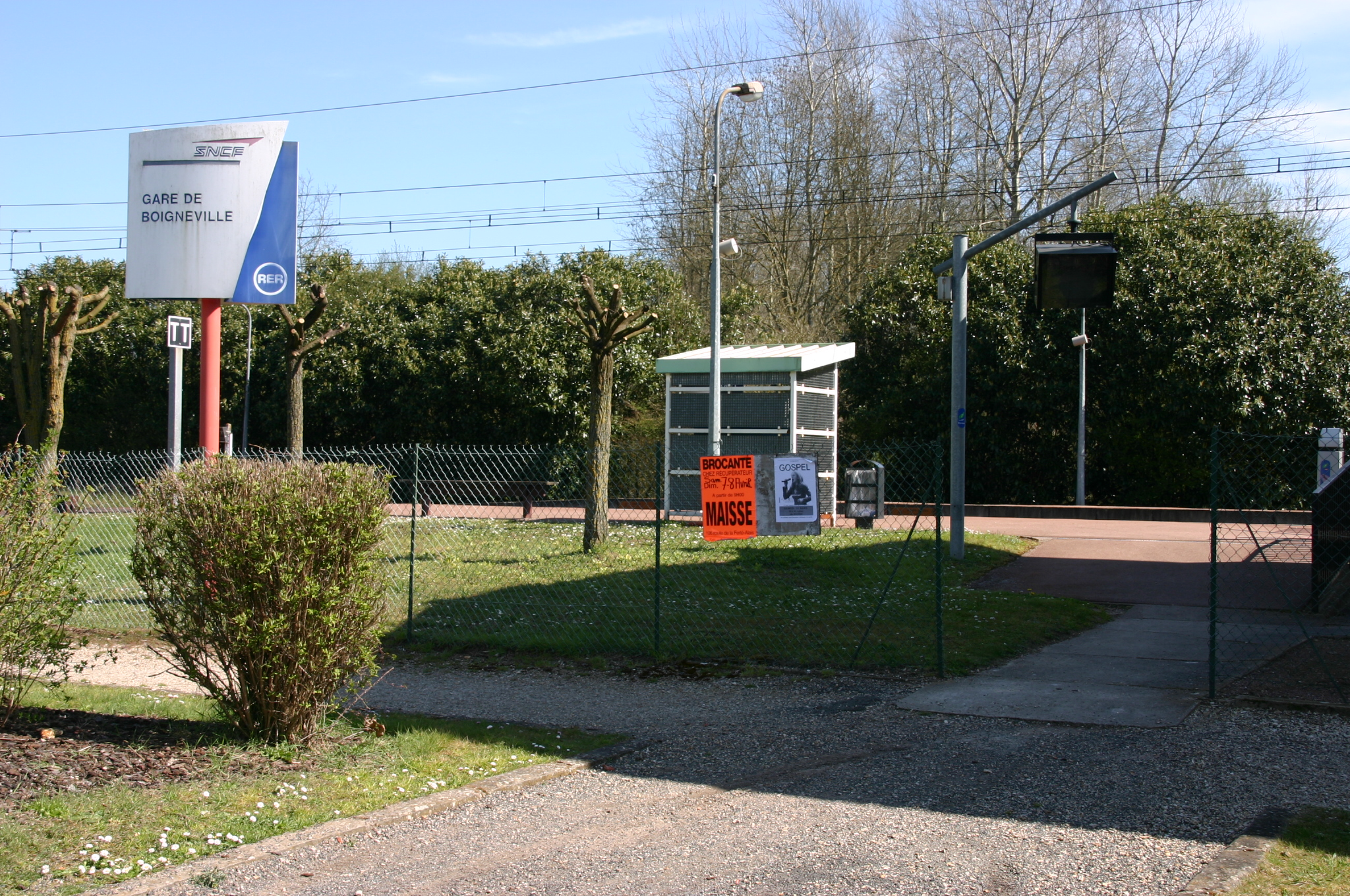
L'entrée de la halte à accès libre.
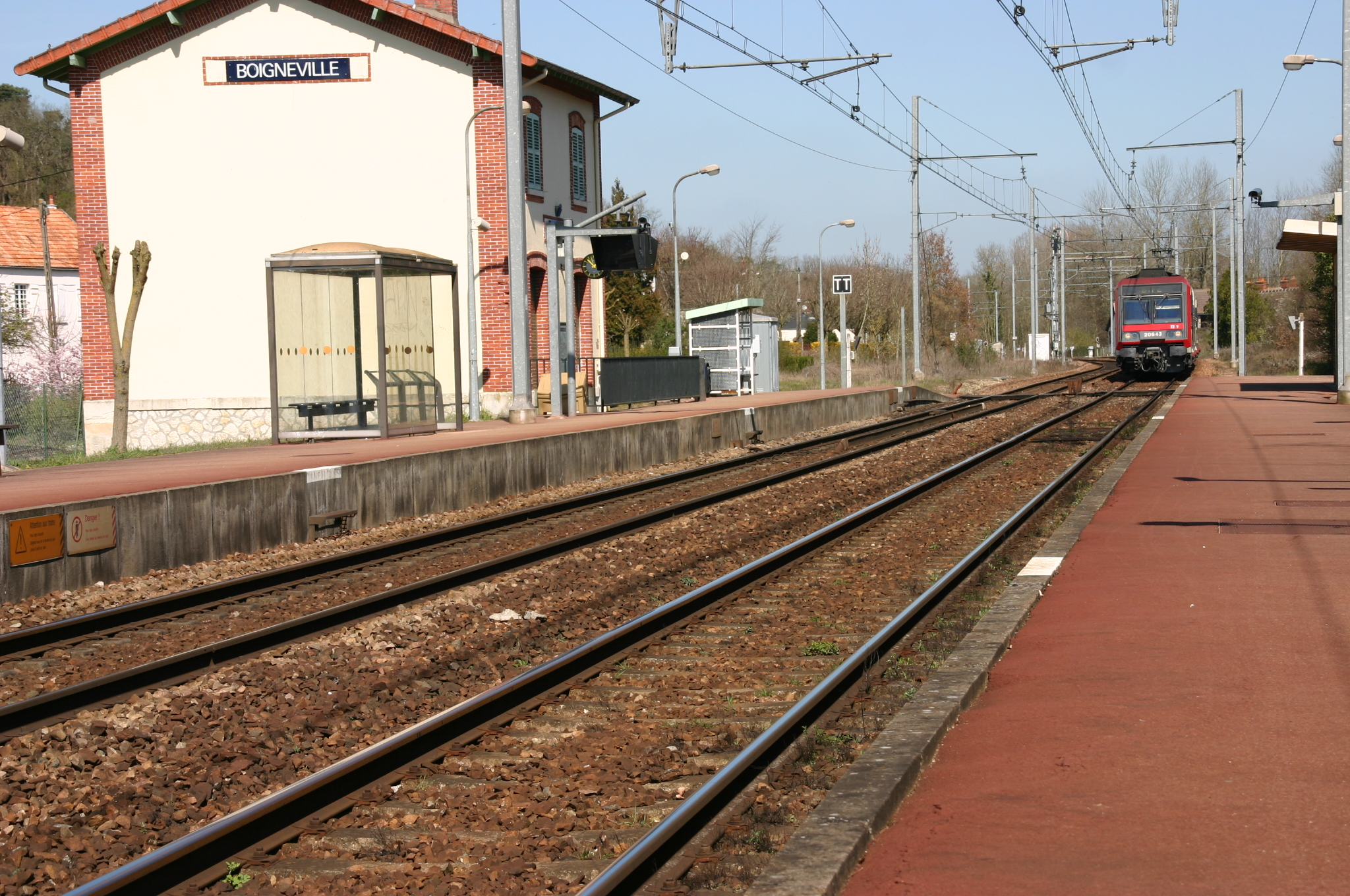
Rame Z 20500 entrant en gare voie 1 en direction de Malesherbes.
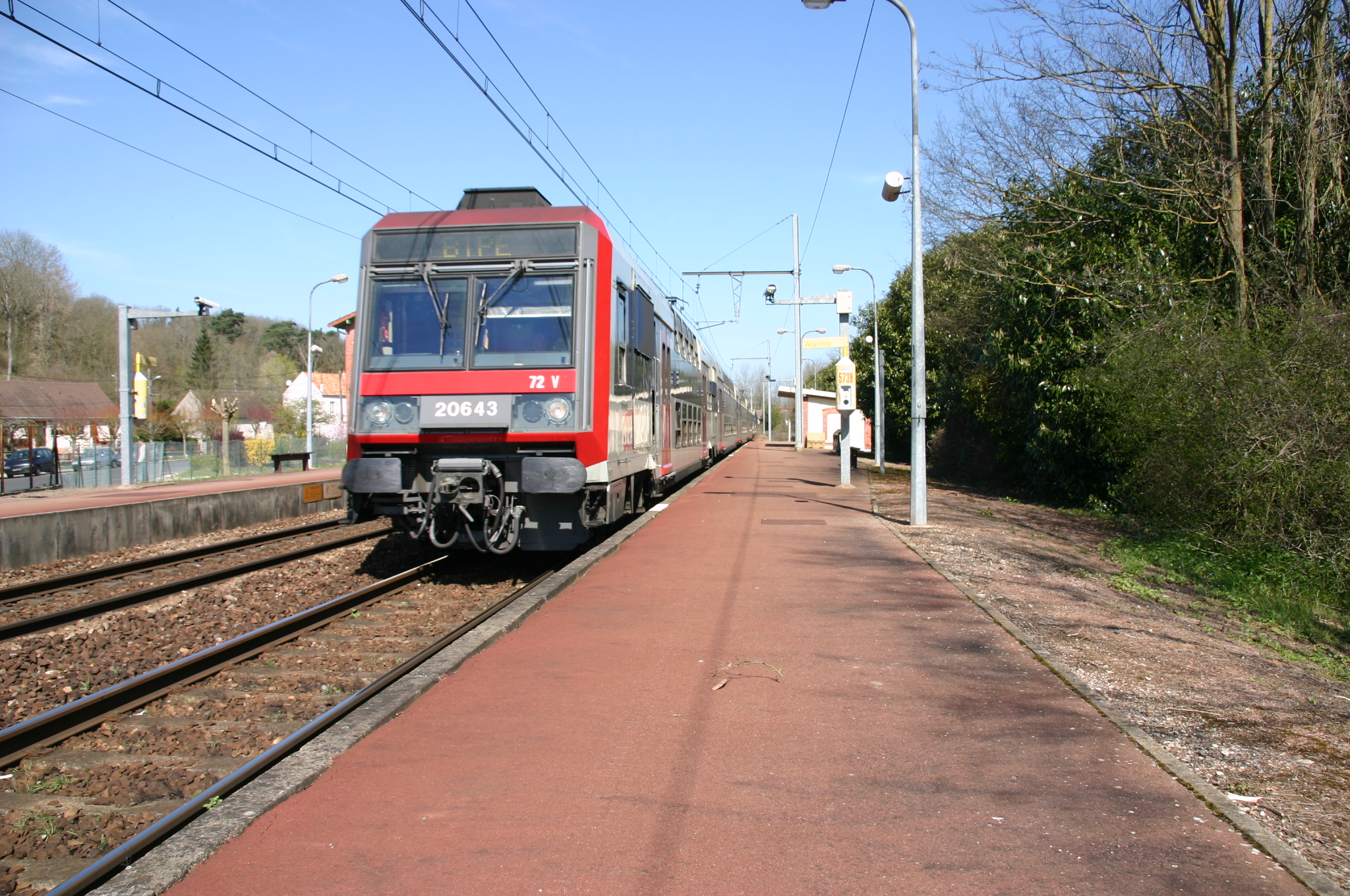
Un train Transilien à quai en gare.